# Maternidad Concepción Palacios
La Maternidad Concepción Palacios (inaugurada como Casa Municipal de Maternidad Concepción Palacios) es un hospital materno infantil localizado en la Avenida principal de San Martín, Parroquia San Juan en el Municipio Libertador del Distrito Capital, al oeste de la ciudad de Caracas al centro norte de Venezuela. 
Su construcción comenzó el 30 de noviembre de 1936, siendo inaugurada el 17 de diciembre de 1938 durante el gobierno del general Eleazar López Contreras, el primer parto se realizaría solo hasta el 7 de enero de 1939.
En 1956 se inauguró un nuevo edificio para la maternidad. En 1972 obtuvo el récord como el hospital con más partos en un solo año a nivel mundial con 47 757 casos registrados. En mayo de 2010 se inauguró el edificio Anexo Negra Matea para incrementar la capacidad del centro.